# Walter Kleinow
Walter Kleinow (* 7. Juli 1880 in Stendal; † 17. Juli 1944 in Nauen) war ein deutscher Maschinenbauingenieur, Konstrukteur und Erfinder auf dem Gebiet der Eisenbahntechnik und Fabrikdirektor der AEG Lokomotivwerke in Hennigsdorf.

## Herkunft, Anfänge
Walter Kleinow (auch Walter Kleinau) wurde als Sohn des Betriebs- und Kassencontrolleurs Georg Christoph Moritz Kleinau, genannt Kleinow, und dessen Ehefrau Emma Ida Kleinau, geborene Overlach, geboren.
Wohnung der Eltern und Geburtsort war das Wohnhaus in der Bahnhofstraße 33, direkt gegenüber des Stendaler Bahnhofs. Der Vater stammte aus Wittenberge, war um 1866 Eisenbahn-Assistent zu Aschersleben und nach erneutem Wohnungswechsel Mitte der 1880er Jahre königlicher Betriebs- und Verkehrs-Kontrolleur zu Berlin (Moabit, Werftstraße). Eine Begeisterung für das Eisenbahnwesen scheint Walter Kleinow offensichtlich „in die Wiege gelegt“ worden zu sein.
Kleinow studierte von 1899 bis 1903 Maschinenbau und Eisenbahnwesen an der Technischen Hochschule Berlin-Charlottenburg und bereitete sich danach für den höheren Staatsdienst im Baufach vor.

## Staatsdienst, Industrie und Eisenbahnverwaltung, Erster Weltkrieg, Reichsbahn
1908 wurde er mit Auszeichnung zum königlichen Regierungsbaumeister ernannt und vom Ministerium der öffentlichen Arbeiten für private Industrie beurlaubt. Es entstanden erste Arbeiten über den Antrieb von Elektrolokomotiven. 1911 erfolgte die Rückkehr in den Staatsdienst zur Preußischen Staatsbahnverwaltung in die Eisenbahndirektion nach Breslau.
Während des Krieges war Kleinow als Offizier bei der Eisenbahntruppe u. a. in Rumänien, kehrte nach Beendigung der Kampfhandlungen nach Breslau zurück und noch 1919 wurde ihm die Leitung des Eisenbahn-Maschinenamtes in Hirschberg in Niederschlesien übertragen. Sowohl in Breslau als auch in Hirschberg war er für die Elektrifizierung der Eisenbahnstrecken und für die Inbetriebnahme und den Betrieb der Elektrolokomotiven verantwortlich. Im April 1920 entstand aus den Länderbahnen die Deutsche Reichsbahn und knapp ein Jahr später wurde Kleinow Mitglied des Direktoriums des Reichsbahn-Zentralamtes in Berlin und leitete das Dezernat für Konstruktion und Überwachung der Elektrolokomotiven.

## Bei der AEG in Hennigsdorf
Zum 1. Januar 1924 übernahm er als Technischer Direktor den Bau von Elektrolokomotiven im Stahl- und Walzwerk Hennigsdorf der AEG. Hier war er u. a. verantwortlich für den Bau der in größerer Stückzahl hergestellten und mit dem Kleinow-Federtopfantrieb ausgerüsteten Schnellzuglokomotiven E 17, E 04 und E 18 sowie für die Güterzuglokomotiven E 93 und E 94 mit Tatzlagerantrieb. Die Baureihen E 21.0, E 04, E 17, E 18 und E 19 wurden mit dem AEG-Kleinow-Gestell ausgerüstet. Die AEG wurde in dieser Zeit einer der Hauptlieferanten der Deutschen Reichsbahn.
Unter Kleinow wurden in der zweiten Hälfte der 1920er Jahre auch Versuche mit Dampflokomotiven auf der Basis der G 8.2 und G 12 mit Kohlenstaubfeuerung gemacht.
Als Ende der 1920er Jahre Borsig in Berlin-Tegel infolge der Wirtschaftskrise in Schwierigkeit geriet, wurde der Betrieb durch die AEG übernommen und der Lokomotivbau in Tegel und Hennigsdorf unter dem Namen Borsig-Lokomotivwerke (BLW) fortgeführt.

## NS-Zeit
Bis 1935 wurde der Lokomotivbau komplett von Tegel nach Hennigsdorf verlegt. In dieser Zeit wurden die Stromlinienlokomotiven der Baureihe 05 entwickelt und erprobt, das Hennigsdorfer Werk unter der Führung von Kleinow erweitert und modernisiert.
Am 15. November 1937 beantragte Kleinow die Aufnahme in die NSDAP und wurde rückwirkend zum 1. Mai desselben Jahres aufgenommen (Mitgliedsnummer 5.903.023). Ab 1938 war er auch für die Entwicklung und Konstruktion von elektrischen Haushaltsgeräten im Hennigsdorfer Werk wie Waschmaschinen, Wäscheschleudern und Geschirrspülmaschinen zuständig, bereits vorher wurden auch Kühlschränke produziert.
Nach Beginn des Zweiten Weltkriegs wurde das Hennigsdorfer Werk mit etwa 8000 Arbeitern und Angestellten zunehmend in die Kriegswirtschaft einbezogen. Von der Belegschaft wurde viele zum Kriegsdienst oder anderen Diensten herangezogen und im Laufe der Kriegsjahre durch immer mehr ausländische Arbeitskräfte ersetzt. Südlich des Werkes entstanden große Barackenlager. Immer mehr Lokomotiven transportierten Soldaten, Kriegsgerät und auch KZ-Häftlinge.
Kleinow wohnte bis zu seinem Tod in Hennigsdorf in der Neuendorfstraße, in unmittelbarer Nähe zur E-Lok-Fabrik.
Kleinow starb am 17. Juli 1944 im Cecilie Kreiskrankenhaus in Nauen nach einem wiederholten Schlaganfall.
In einem Nachruf der Elektrotechnischen Zeitschrift des Elektrotechnischen Vereins wird er Direktor und Betriebsführer der AEG-Lokomotivfabrik und der Borsig-Lokomotivwerke GmbH genannt.

## Erfindungen, Patente
Bekannt sind Dutzende eisenbahntechnische Patente von Kleinow, u. a. Verbesserungen hinsichtlich Rahmen, Gestelle, Federung, Antrieb, Achsen, Bremsen, Steuerung, Kühlung und der Kohlenstaubfeuerung, von unterschiedlichen Bewerbern aus unterschiedlichen Ländern: AEG (Deutschland), AEG-Union Elektricitäts-Gesellschaft, Wien (Österreich) und der General Electric (Canada).

## Veröffentlichungen
- 1Do1-Reichsbahn-Schnellzuglokomotive Reihe E 18. Sonderdruck aus der Zeitschrift „Elektrische Bahnen“, Juniheft 1936.
- Die elektrische Schnellzuglokomotive der Deutschen Reichsbahn Reihe E 19 für 180 km/h Fahrgeschwindigkeit. In: Zeitung des Vereins Mitteleuropäischer Eisenbahnverwaltungen, 81. Jahrgang, Nr. 25, 1941.

## Ehrungen

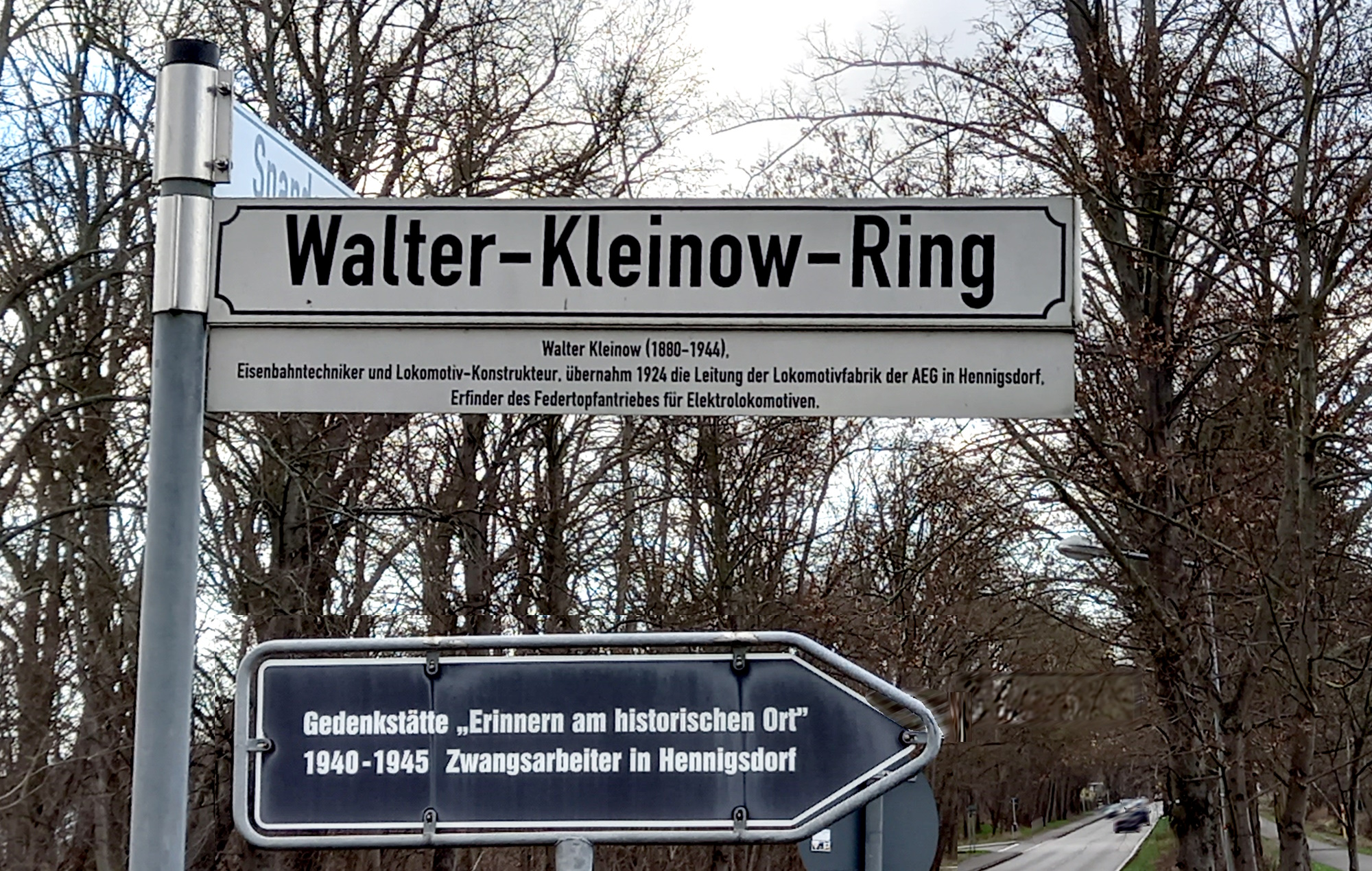
Straßenschild in Hennigsdorf. Darunter ein Hinweisschild zur „Gedenkstätte ‚Erinnern am historischen Ort‘ 1940–1945 Zwangsarbeiter in Hennigsdorf“

Auf der Internationalen Weltausstellung Paris im Mai 1937 wurde der AEG-Bahnmotor EKB 860 der schweren Schnellzuglokomotive 1‚Do1‘ Baureihe E 18 mit einer Goldmedaille ausgezeichnet.
In Hennigsdorf wurde nach Erschließung des Gewerbegebietes Süd (Mitte der 1990er Jahre) eine Straßen nach ihm benannt. In dieser Straße befindet sich auch die „Gedenkstätte ‚Erinnern am historischen Ort‘ 1940–1945 Zwangsarbeiter in Hennigsdorf“.